# グラヴェドーナ・エドゥニーティ
グラヴェドーナ・エドゥニーティ（伊: Gravedona ed Uniti）は、イタリア共和国ロンバルディア州コモ県にある、人口約4,100人の基礎自治体（コムーネ）。
2011年にグラヴェドーナと他2コムーネ(コンシーリオ・ディ・ルーモ、ジェルマージノ)が合併して編成された。

## 地理

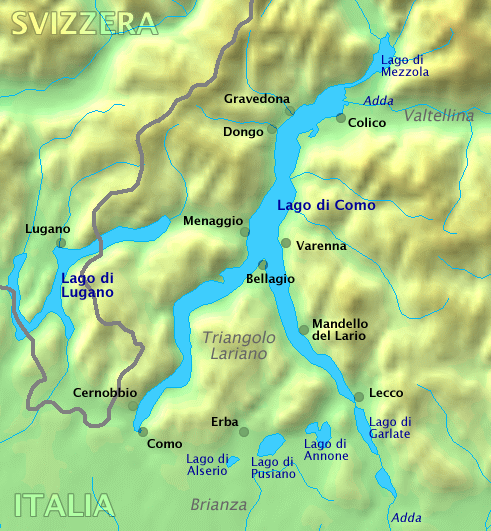
コモ湖周辺の地図

### 位置・広がり
コモ県北部のコムーネ。中心集落であるグラヴェドーナはコモ湖のほとりにあり、県都コモから北北東へ41km、州都ミラノから北へ77kmに位置する。

### 隣接コムーネ
隣接するコムーネは以下の通り。LCはレッコ県所属。CHで始まるものはスイス領で、TIはティチーノ州、GRはグラウビュンデン州所属を示す。
| - Bellinzona (Sant'Antonio, CH-TI) - コーリコ (LC) - ドマーゾ - ドンゴ - ドッソ・デル・リーロ - ガルツェーノ - ペーリオ - Roveredo (CH-GR) - サン・ナッザーロ・ヴァル・カヴァルニャ - San Vittore (CH-GR) - スタッツォーナ |

### 地震分類
イタリアの地震リスク階級 (it) では、4 に分類される
。

## 歴史
2010年10月14日の住民投票を経て、2011年2月10日にコンシーリオ・ディ・ルーモとジェルマージノをグラヴェドーナに編入する州法（Legge Regionale n. 1 del 10/02/2011）が公布され、2011年2月11日に新自治体「グラヴェドーナ・エドゥニーティ」が設置された。2011年5月17日・18日に新自治体の最初の選挙が行われた。

## 行政

### 分離集落
グラヴェドーナ・エドゥニーティには、以下の分離集落（フラツィオーネ）がある。
- Gravedona (sede comunale), Brenzio, Consiglio di Rumo, Germasino, Traversa

### 山岳部共同体
広域行政組織である山岳部共同体「ヴァッリ・デル・ラーリオ・エ・デル・チェレージオ山岳部共同体」 (it:Comunità montana Valli del Lario e del Ceresio) の事務所所在地である。
この山岳部共同体は2009年、「アルピ・レオポンティーネ山岳部共同体」 (it:Comunità montana delle Alpi Lepontine) （事務所所在地: ポルレッツァ）と「アルト・ラーリオ・オッチデンターレ山岳部共同体」 (it:Comunità montana dell'Alto Lario Occidentale) （事務所所在地: グラヴェドーナ）が合併して発足した。
ヴァッリ・デル・ラーリオ・エ・デル・チェレージオ山岳部共同体には、以下のコムーネが含まれる。
- ベーネ・ラーリオ、カルラッツォ、カヴァルニャ、コッリド、クレーミア、クジーノ、ドマーゾ、ドンゴ、ドッソ・デル・リーロ、ガルツェーノ、ジェーラ・ラーリオ、グランドラ・エドゥニーティ、グラヴェドーナ・エドゥニーティ、リーヴォ、メナッジョ、モンテメッツォ、ムッソ、ペーリオ、ピアネッロ・デル・ラーリオ、プレージオ、ポルレッツァ、サン・バルトロメーオ・ヴァル・カヴァルニャ、サン・ナッザーロ・ヴァル・カヴァルニャ、サン・シーロ、ソーリコ、スタッツォーナ、トレッツォーネ、ヴァル・レッツォ、ヴァルソルダ、ヴェルカーナ